# Ka-126
Kamov Ka-126（北約代號Hoodlum：流氓、小混混、不良少年）是一款同軸旋翼的蘇聯輕型通用直升機。Ka-126從Ka-26演變而來，發動機吊艙從短翼上移除，在機身頂部安裝了一台 TVO-100渦輪軸發動機，並改進了旋翼葉片和新的燃油系統。

## 發展
開發始於1984年，當時羅馬尼亞和蘇聯政府簽署了航空建設領域的協議，合作製造一款源自Ka-26的通用直升機。1985年10月簽署KA-126的合作製造協議。 1986年羅馬尼亞航空工業開始了製造直升機的研發準備。早期的模型在機艙上方有兩個小型渦輪軸；隨後採用單渦輪軸。1986年初完成地面試驗並於1988年12月22日首飛。其配備由Turbomecanica Bucureşti生產的 TV100 發動機和由 I. Avioane Bacău(Aerostar)製造的VR126主起落架。在建造17架後，Ka-126停產，1991年後該計劃被取消。
該機有雙引擎版本，稱為Ka-226。

## 型號
- 卡-126 Hoodlum-B

配備OMKB TVD-100 turboshaft渦輪軸發動機。在羅馬尼亞羅馬尼亞航空工業的許可下建造。共有原型機2架，及量產機15架。
- 卡-128

配備1具Turbomeca Arriel 1D1渦輪軸發動機，共一架原型機。
- 卡-226

配備兩具Rolls-Royce 250-C20R/2渦輪軸發動機的版本。
- 卡莫夫 V-60[編輯源代碼]

V-60是卡莫夫的計畫由Ka-126改裝而成的一款輕型（3500kg）武裝護航直升機。只有模型留存，並且模型顯示該機武器僅為四枚導彈。該項目於1980年代放棄，並且經常被誤認為Ka-60的早期模型。Ka-60的初始原型和預系列版本帶有另一個名稱V-62。